# Roberto Gamarra
Roberto Carlos Gamarra Acosta (Caazapá, Departamento de Caazapá, Paraguay, 11 de mayo de 1981) es un exfutbolista y entrenador paraguayo. Actualmente dirige al Deportivo Capiatá Sub-21.

## Trayectoria
Entre otros clubes ha jugado con el 3 de Febrero, Tacuary y Nacional en su país natal. En 2006 llegó al Club Libertad, equipo con el que conquistó tres títulos de la Primera División de Paraguay, y así pudo jugar en la Copa Libertadores y la Copa Sudamericana.
Luego de un buen paso por el Club Libertad, a comienzos de 2009 es transferido al Cúcuta Deportivo de Colombia, club del cual sale a final del año para retornar a Libertad.
En 2011 llega como refuerzo al Deportes Tolima de Colombia. Al término del Torneo Apertura sale del club para regresar a su país, donde jugará con el Club Nacional en la Copa Sudamericana 2011.
En enero del 2015 arregló por 1 año con el Club Guaraní donde logró el subcampeonato del Torneo Apertura 2015 y la clasificación a la semifinal de la Copa Libertadores 2015.
El 3 de julio de 2015 rescindió contrato con Guaraní debido a que quería más minutos de juego y arregló con el Deportivo Santaní.
El 8 de diciembre de 2019 es nombrado el nuevo Director Técnico del CSD Zacapa de la Segunda División de fútbol de Guatemala.

## Clubes
| Club                 | País      | Año       |
| -------------------- | --------- | --------- |
| 3 de Febrero         | Paraguay  | 2000-2003 |
| Club Nacional        | Paraguay  | 2004      |
| 3 de Febrero         | Paraguay  | 2004-2005 |
| Tacuary              | Paraguay  | 2005      |
| Libertad             | Paraguay  | 2006-2008 |
| Cúcuta Deportivo     | Colombia  | 2009      |
| Libertad             | Paraguay  | 2010      |
| O'Higgins            | Chile     | 2010      |
| Deportes Tolima      | Colombia  | 2011      |
| Club Nacional        | Paraguay  | 2011      |
| Sportivo Luqueño     | Paraguay  | 2012      |
| Rubio Ñu             | Paraguay  | 2012      |
| Sportivo San Lorenzo | Paraguay  | 2013      |
| Club Aurora          | Bolivia   | 2013-2014 |
| General Díaz         | Paraguay  | 2014      |
| Guaraní              | Paraguay  | 2015      |
| Deportivo Santaní    | Paraguay  | 2015      |
| Deportivo Capiatá    | Paraguay  | 2016-2017 |
| 3 de Febrero         | Paraguay  | 2017      |
| Guaireña FC          | Paraguay  | 2018-2019 |
| CSD Zacapa           | Guatemala | 2019-2023 |

## Palmarés

### Títulos nacionales
| Título           | Club                       | País     | Año    |
| ---------------- | -------------------------- | -------- | ------ |
| Segunda División | Club Atlético 3 de Febrero | Paraguay | 2004   |
| Primera División | Libertad                   | Paraguay | 2007-C |
| Primera División | Libertad                   | Paraguay | 2008-A |
| Primera División | Libertad                   | Paraguay | 2008-C |
| Segunda División | Club Atlético 3 de Febrero | Paraguay | 2017   |